# 삼라 라힘리
삼라 라힘리(Səmra Rəhimli; 1994년 10월 19일 ~ )는 아제르바이잔의 가수이다. 유로비전 송 콘테스트 2016에서 아제르바이잔 대표로 참가했다.